# Mijl van Mares
De Mijl van Mares is een Nederlands wielercriterium in Maarheeze die jaarlijks op de tweede vrijdag na de Ronde van Frankrijk werd gehouden. In 2017 werd bekend dat het wielerevenement voortaan op de eerste zaterdag na de Tour zal plaatsvinden. Het criterium werd voor het eerst georganiseerd in 1963. De eerste editie werd gewonnen door de Nederlander Bas Maliepaard. Henk Lubberding, Nico Verhoeven, Robbie McEwen en Steven de Jongh zijn de recordhouders met elk twee zeges.

## Lijst van winnaars
- 1963 -  Bas Maliepaard
- 1964 -  Piet Damen
- 1965 -  Henk Nijdam
- 1966 -  Leo van Dongen
- 1967 - niet verreden
- 1968 -  Jules Van Der Flaas
- 1969 -  Evert Dolman
- 1970-1972 - niet verreden
- 1973 -  Jos Van Beers
- 1974 -  Rik Van Linden
- 1975-1977 - niet verreden
- 1978 -  Gerben Karstens
- 1979 -  Joop Zoetemelk
- 1980 -  Leo van Vliet
- 1981 -  Johan van der Velde
- 1982 -  Gerrie Knetemann
- 1983 -  Henk Lubberding
- 1984 -  Peter Winnen
- 1985 -  Theo de Rooij
- 1986 -  Twan Poels
- 1987 -  Erik Breukink
- 1988 -  Adrie van der Poel
- 1989 -  Steven Rooks
- 1990 -  Frans Maassen
- 1991 -  Nico Verhoeven
- 1992 -  Henk Lubberding
- 1993 -  Zenon Jaskuła
- 1994 -  Erwin Nijboer
- 1995 -  Nico Verhoeven
- 1996 -  Michael Boogerd
- 1997 -  Bart Voskamp
- 1998 -  Steven de Jongh
- 1999 -  Robbie McEwen
- 2000 -  Jeroen Blijlevens
- 2001 -  Max van Heeswijk
- 2002 -  Robbie McEwen
- 2003 -  Servais Knaven
- 2004 -  Tom Boonen
- 2005 -  Pieter Weening
- 2006 -  Bram Tankink
- 2007 -  Steven de Jongh
- 2008 -  Koos Moerenhout
- 2009 -  Laurens ten Dam
- 2010 -  Lars Boom
- 2011 -  Johnny Hoogerland
- 2012 -  Steven Kruijswijk
- 2013 -  Wout Poels
- 2014 -  Tom Dumoulin
- 2015 -  Lieuwe Westra
- 2016 -  Wilco Kelderman
- 2017 -  Dylan Groenewegen
- 2018 -  Niki Terpstra
- 2019 -  Dylan van Baarle
- 2022 -  Danny van Poppel
- 2023 -  Jordi Meeus
- 2024 -  Mike Teunissen